# Rankin Inlet
Rankin Inlet (en inuit: Kangiqiniq, ᑲᖏᕿᓂᖅ o Kangirliniq ᑲᖏᖅᖠᓂᖅ, és un assentament inuit a la península Kudlulik de Nunavut, Canadà. Es troba al nord-oest de la Badia de Hudson, entre Chesterfield Inlet i Arviat, és el centre regional de la regió Kivalliq.
Té una població de 2.358 persones (cens de 2006) amb un increment del 8,3% des del cens de 2001. És la segona localitat més poblada de Nunavut després de la seva capital Iqaluit). Ocupa una superfície de 20,24 km².
En el plebiscit de 1995 per determinar la capital territorial de Nunavut Rankin Inlet va ser vençuda per Iqaluit.

## Història
La zona va estar habitada cap a l'any 1200 de la nostra era per gent de la cultura de Thule que caçaven balenes. Cap al segle xviii van ser substituïts pels Inuit Caribú que caçaven caribús i pescaven peixos a la costa i els rius. La Companyia de la Badia de hudson, Hudson's Bay Company, s'hi va establir al segle xvii hi va haver un naufragi a uns 32 km l'any 1772. Després de la companyia de la Badia de Hudson hi actuaren els baleners i trampers que cercaven guineus àrtiques més de missioners que crearen un llenguatge escrit pels inuits.
L'assentament mateix es va fundar el 1957 pels propietaris de les mines de níquel i coure. La mina va tancar el 1962. Després del tancament es va intentar criar porcs amb peix però la carn tenia un gust desagradable a més que molts porcs morien de fred o menjats pels ossos polars.

## Recursos naturals
A Rankin Inlet hi bufa un vent molt fred, les tempestes d'hivern són severes però hi ha molta aigua fresca mamb rius on abunda la pesca.

## Serveis
Té un aeroport (Rankin Inlet Airport). Compta amb botigues de subministraments en règim cooperatiu, hotels i cafeteries.

## Art
A Rankin Inlet els inuits fan una ceràmica fina notable.

## Clima
El mes més fred és gener amb -31,9 °C amb la mínima absoluta de -49,8 °C i el mes més càlid és juliol amb + 10,4 °C, la màxima absoluta de 30,5 °C. La pluviometria anual és de 181,5 litres. El sòl presenta permagel.